# Filmový Fanda
Filmový Fanda je původní muzikál Základní umělecké školy v Jablonci nad Nisou vyprávějící fantaskní až absurdní příběh Františka, kterého rodiče jako malého chlapce zapomněli v kině. Děj muzikálu se odehrává v ulicích Jablonce nad Nisou a těží z tradiční rivality sousedních měst Liberce a Jablonce nad Nisou.
Představení mělo hned po svém uvedení velký úspěch jak v domovském Jablonci, tak i v libereckém Divadle F. X. Šaldy, kde „natřískané hlediště po skončení dlouhé minuty aplaudovalo naprosto ohlušujícím způsobem.“

## Účinkující
V představení hrají převážně studenti ZUŠ Jablonec nad Nisou:
| Filip Hušek (alternace Štěpán Růžička) | František                           |
| Pavlína Žďánská (Dita Landovská)       | Františka                           |
| Filip Řehoř                            | Kryštof, Superman                   |
| Jiří Mikulášek (Jakub Zapadlo)         | Richard                             |
| Matěj Heteš                            | Beckham, Homeless                   |
| Tereza Hanajová (Tereza Králová)       | Bára                                |
| Michaela Novotná (Denisa Ulmanová)     | Sára, company                       |
| Jaroslav Doležal                       | Špek, vězeň                         |
| Ondřej Kočí (Jan Ullman)               | Larva, vězeň                        |
| Anežka Gráttová (Eliška Škrabálková)   | Šprtka                              |
| Denisa Šubrtová                        | Lenka                               |
| Viktor Polák                           | mladý policista, stánkař, Vinnettou |
| Jakub Zapadlo                          | Rocky, vězeň                        |
| Miroslav Holubec                       | policista, ředitel                  |

a mnoho dalších.